# Вентура, Гульельмо
Гульельмо Вентура (итал. Guglielmo Ventura, лат. Guilielmus Ventura; около 1250, Асти — 1325 или 1326, там же) — итальянский хронист, торговец пряностями и городской чиновник из Асти (Пьемонт), автор латинской хроники «Летопись деяний граждан Асти и многих других городов» (лат. Memoriale de rebus gestis civium Astensium et plurium aliorum). 

## Биография
Родился в Асти в семье небогатых торговцев-пополанов. Дата рождения точно не установлена, но, поскольку в своей хронике он сообщает, что к 1300 году ему было 50 лет, а к 1310-му — 60, считается, что на свет он появился около 1250 года. В юности стал очевидцем кровавых столкновений между местными партиями гвельфов во главе с Соларо и гибеллинов, возглавлявшихся выходцами из семьи Гуттуари.
С 1273 года участвовал в войне против Карла Анжуйского, в ходе которой был взят в плен в битве при Коссано, после чего в 1274—1275 годах находился в тюрьме Альбы. После освобождения, снова воевал против анжуйцев и Вильгельма VII Великого, маркиза Монферратcкого, приняв участие в боях за Алессандрию, Альтавиллу, Тонко и Виньяле.
Вернувшись домой, служил в коммунальном управлении Асти, добившись нескольких важных должностей и параллельно занимаясь коммерцией, став к концу XIII века членом гильдии торговцев пряностями. 
Любознательный от природы, в юности изучил латынь, а в зрелом возрасте занялся самообразованием, в частности, углубив свои познания в классике, особенно сочинениях Катона, учению которого пытался следовать. Будучи довольно набожным человеком, на юбилейный 1300 год совершил паломничество в Рим. 
В начале XIV столетия считался одним из наиболее влиятельных, после местных патрициев, жителей города. В своем завещании, составленном в 1310 году, сообщает, что присутствовал на роскошном приёме, устроенном неаполитанским королём Робертом Анжуйским в честь астийской знати в местном монастыре францисканцев. 
Датой его смерти признаётся 1325 или 1326 год, однако, на основании того, что заключительные разделы его сочинения составлены были, вероятно, не им самим, а анонимным продолжателем, некоторые историки относят её к более раннему времени, вплоть до 1310-х годов. Похоронен в монастыре Санта-Анна в Винадио (совр. пров. Кунео, Пьемонт).
Является вероятным предком местного хрониста Секондино Вентура (ум. 1457).

## Сочинения
Его «Летопись деяний граждан Асти и многих других городов» (лат. Memoriale de rebus gestis civium Astensium et plurium aliorum), сокращённо называемая просто «Хроникой Асти» (лат. Chronicon Astense), охватывает события с 1261 по 1325 год, фактически продолжая сочинение Оджерио Альфьери (кон. XIII в.), и состоит из 114 глав.
Составленная на плохой латыни с неправильным синтаксисом, полной неологизмов и заимствований из народного наречия Пьемонта, она подробно излагает историю города Асти, местами затрагивая дела в других областях Италии и остальной Европе. 
Открывая хронику сообщением о появлении в 1260 году в Асти флагеллантов из Ломбардии, а затем описав смерть одиозного лидера гибеллинов синьора Вероны, Падуи и Виченцы Эццелино да Романо, Вентура рассказывает о военных кампаниях астийцев против войск Карла Анжуйского, подробно остановившись на своём пленении в 1273 году в битве при Коссано и последовавшем тюремном заключении в Альбе. 
Под 1275 годом хронист впервые упоминает старинный астийский обычай проведения на День Св. Секунда скачек — палио, проводившихся во время осады Альбы, а позднее превратившихся в ежегодный красочный фестиваль. Описав своё участие в дальнейшей войне астийцев с маркизом Вильгельмом VII Монферратcким, в 1280 году взятым в плен их союзником Томасом III Савойским, он с нескрываемым удовлетворением рассказывает о захвате своими земляками в качестве трофея роскошного шатра маркиза, торжественно доставленного в Асти на двадцати парах волов.
Перейдя к европейским событиям, Вентура сообщает о Восьмом крестовом походе (1270), затем об изгнании восставшими сицилийцами Карла Анжуйского и захвате острова Педро Арагонским (1282), а после описывает конфликты не только между Генуей, Феррарой и Пьяченцей, но и между Англией и Францией, в частности, войну 1294—1298 годов. Описав своё пребывание в Риме на юбилейный 1300 год, хронист кратко упоминает о сражении французов с фламандцами при Куртре (1302), а в главе XXVII подробно сообщает об уничтожении французским королём Филиппом IV Красивым и папой Климентом V ордена тамплиеров (1307—1314).
Начиная с 1309 года, рассказа о посещении новым королём Неаполя Робертом Анжуйским Ломбардии и Асти, повествование Вентуры становится уже всеобъемлющим, превращая городскую хронику в историю всей Италии.
Появившись на свет и возмужав в период политической мощи и процветания Асти, в зрелом возрасте Вентура сделался свидетелем намечавшегося упадка родного города, раздираемого внутренними конфликтами между сторонниками гвельфов и гибеллинов, и, как следствие, постепенной утраты им своей независимости. Под 1310 годом он описывает прибытие в Асти императора Генриха VII, для пресечения волнений и беспорядков навязавшего городу своего викария и запретившего недовольным горожанам собираться больше чем по трое. 
Однако, после безвременной кончины Генриха в Буонконвенто (1313) и возобновления лидером гвельфов Робертом Анжуйским войны с гибеллинами, столкновения в Асти, по словам хрониста, не только возобновились, но даже стали более кровавыми. Наиболее образованные и культурные горожане, насильно вовлечённые в разрушительные распри, вынуждены были оставлять политическую деятельность, отказываясь от своих постов в местном управлении и уходя на покой. 
Последняя часть хроники включает текст завещания автора, а также различные напутствия его и пожелания, адресованные гражданам Асти и родным детям.
Наряду с городскими смутами, политическими интригами, войнами и дипломатическими союзами, в хронике описываются деяния известных полководцев-кондотьеров, как гибеллинов и союзников астийцев, в частности, графа Оберто Паллавичино (1197—1269), бывшего наместника императора Фридриха II, и графа Гвидо да Монтефельтро (1223—1298), в 1283—1287 годах жившего в Асти, так и поддерживавшего гвельфов и служившего королю Роберту каталонца Раймондо ди Кардона (ум. 1335).
Как историк, Вентура не всегда критически воспринимает свои источники. Опираясь на собственные воспоминания, устные рассказы, услышанные и, вероятно, записанные в ходе многочисленных деловых поездок в другие города, а также местные архивы, он, наряду с подлинными письмами и документами, излагает также различные легенды и анекдоты. 
Обстоятельность изложения, фактологическая точность, доступность и живость языка, наряду с очевидной важностью описываемых событий, позволяет некоторым исследователям сравнивать хронику Вентуры с современными ей историческими сочинениями Дино Компаньи, Джованни Виллани, Джакомо Дориа и Андреа Дандоло.

## Рукописи и издания
Оригинал хроники не сохранился, известно лишь 15 поздних её списков, в том числе:
- Старейший и наиболее исправный, относящийся к XVI веку, который хранился в замке маркиза Альфьери ди Состеньо, а в настоящее время находится в библиотеке епископальной семинарии Асти[итал.] (MS XXXI)[13]. Эта рукопись содержит как текст папской буллы об индульгенции, так и рассказ о юбилейном 1300 годе.

- Вторая неполная рукопись, в которой отсутствуют некоторые главы (XLIX, L, LVII) и имеется ряд интерполяций, хранится в библиотеке Астианского общества, и, вероятно, переписана в XVII веке учёным аббатом Филиппо Малабаилой[итал.] (ум. 1657).

- Анонимная рукопись XVII века из собрания Томмазо Роэро ди Кортанзе[итал.], хранящаяся в настоящее время в городском архиве Асти.

- Копия 1749 года, содержащая также текст хроники Секондино Вентуры XV века, подаренная в XIX веке маркизом Чезаре Джустиниани Альфьери Туринской национальной университетской библиотеке[14].

- Ещё две копии XVII века из Туринского государственного архива, одна из которых фрагментарна и содержит лишь из 25 глав из 114-ти на 16 листах, зато точнее передаёт текст оригинала, а вторая сохранилась лучше, но имеет поздние вставки.

- Последний экземпляр, помимо сочинения Вентуры, содержащий текст хроники Оджерио Альфьери, происходит из замка Сан-Мартино-Альфьери и в 1922 году подарен был городу Асти, где хранится в местном архиве.

Впервые хроника Гульельмо Вентуры была опубликована в 1727 году в Милане Лудовико Антонио Муратори в XI томе выпускавшегося им многотомного издания «Историописатели Италии» (лат. Scriptores Rerum italicarum), под редакцией аббата Маласпины, а затем переиздана в 1848 году в Турине местным историком-архивистом Челестино Комбетти в V томе «Памятников истории отечества» (лат. Historiae Patriae Monumenta), выпускавшихся по инициативе короля Сардинии Карла Альберта Савойского.

## Публикации
- Chronica Astensia ab origine urbis, seu potius ab anno MLXX usque ad annum MCCCXXV, auctoribus Ogerio Alferio, et Guilielmo Ventura; accedunt Historica Quædam ab anno MCCCCXIX usque ad annum MCCCCLVII, auctore Secundino Ventura. Omnia nunc primùm in lucem emergunt ex manuscripto Codice Malaspineo. Additis notis marchionis Abbatis Joseph Malaspinae // Rerum Italicarum Scriptores. — Tomus XI. — Mediolani: Typographia Societatis Palatinae in Regia Curia, 1727. — coll. 153–268.
- Memoriale Guilielmi Venturae civis Astensis de gestis civium Astensium et plurium aliorum, edidit Coelestinus Combetti // Historiae Patriae Monumenta, edita iussu Regis Caroli Alberti. — Tomo V (Scriptorum, Tomus III). — Torino: Regio Tipografia, 1848. — coll. 701–816.